# Трънен венец (животно)
Вижте пояснителната страница за други значения на Трънен венец.
Acanthaster planci е вид едра морска звезда от семейство Acanthasteridae. Видът е един от най-едрите съвременни морски звезди и се храни с коралови полипи. Характерният му външен вид е причина често да бъде наричана и Трънен венец. Видът е разпространен в тропични и субтропични води на Индо-Тихоокеанския басейн от Червено море и африканското крайбрежие до тихоокеанския бряг на Централна Америка.Трънния венец е вид звезда с предупредителна украска, шипове и множество пипала. Този вид е известен със щетите си към корални рифове. Има отрова която е силно отровна за хората. Причинява силна болка, когато ободе някои със шип, който пуска отровата.